# Lensia fowleri
Lensia fowleri är en nässeldjursart som först beskrevs av Bigelow 1911.  Lensia fowleri ingår i släktet Lensia och familjen Diphyidae. Arten har ej påträffats i Sverige. Inga underarter finns listade i Catalogue of Life.